# Fausto Sampaio
Fausto Sampaio (* 4. April 1893 in Alfeolas, Anadia, Aveiro, Portugal; † 4. April 1956 in Lissabon, Portugal) war ein portugiesischer Maler.
Durch seine langen Aufenthalte in Übersee schuf er ein einzigartiges malerisches Universum der Menschen und Kulturen portugiesisch Asiens und portugiesisch Afrikas. Auch wird er oft der „Maler des Ostens“ genannt.

## Leben
Fausto Sampaio wurde mit nur zweiundzwanzig Monaten gehörlos und blieb es zeitlebens. Dies war durch einen Hitzschlag gekommen. Bis zu seinem vierzehnten Lebensjahr wurde er in Porto an einer Schule ausgebildet und kam danach für fünf Jahre nach Lissabon, wo er in der Casa Pia eine gesonderte Ausbildung für gehörlose Jugendliche erhielt und auch sein malerisches Talent gefördert wurde. Danach kehrte er nach Anadia zurück und widmete sich autodidaktisch der Malerei.
Ab 1926 war er bis 1934 regelmäßig in Paris, wo er an wichtigen Akademien ausgebildet wurde und dort auch in Galerien erste Ausstellungen hatte. Später folgten auch wichtige Ausstellungen in Lissabon.
Zwischen 1934 und 1947 war er ständig auf Reisen und lebte und malte in Macau, Südafrika, São Tomé und Príncipe, Goa, Diu, Daman und Timor. Dort entstanden Bilder, die ihn zum offiziellen „Maler des Imperiums“ werden ließen und die Förderung durch den Estado Novo erfuhren.
In seinen Porträts – vor allem als Landschaft- und Porträtmaler – zeichnet er ein einzigartiges Bild der Menschen, Völker und Kulturen der Übersee Provinzen Portugals, vor allem in Asien und Afrika. Dabei entstehen Porträts einzelner Menschen, aber auch von Städten, Straßenzügen und vor allem dem Alltagsleben. Sampaio kann daher als Chronist dieser Regionen gelten.
An seinem Geburtstag, dem 4. April 1956, starb er im Alter von 63 Jahren in Lissabon.
In Anadia ist eine Straße nach ihm benannt und dort gibt es auch ein Denkmal mit einer Büste des Malers.